# نيكولا لوبلان
نيكولا لوبلان (بالفرنسية: Nicolas Leblanc)‏ هو عالم فرنسي عاش ما بين (1742 - 1806)، وبرز في مجال الكيمياء والطب، وينسب إليه عملية لوبلان التي تمكّن من خلالها من إنتاج رماد الصودا من الملح العادي.

## طريقة لوبلان
لرماد الصودا أهمية كبيرة في العديد الصناعات الأساسية مثل صناعة الزجاج والصابون وصناعة الورق وغيرهم، وكان يستحصل عليه في الماضي من مصادر طبيعية وذلك من رماد بعض النباتات الساحلية التي كان يؤتى بها من شواطئ المتوسط من إسبانيا حتى سوريا. مع نقصان الموارد وازدياد الطلب ظهرت الحاجة لتطوير عملية صناعية لإنتاج رماد الصودا.
في سنة 1783 عرض لويس السادس عشر ملك فرنسا والأكاديمية الفرنسية للعلوم جائزة مقدارها 2400 ليفر فرنسي لمن يطور طريقة لإنتاج القلي من الملح. وفي سنة 1791 تمكن نيكولا لوبلان من تقديم براءة اختراع في هذا الخصوص، وبنى مفاعله ومعمله في نفس السنة في سان دوني الذي تمكن من إنتاج 320 طن من الصودا سنوياً. إلا أنه لم يتمكن في النهاية من الحصول على الجائزة بسبب اندلاع الثورة الفرنسية.

## اقرأ أيضاً
- عملية لوبلان

## روابط خارجية
- نيكولا لوبلان على موقع الموسوعة البريطانية (الإنجليزية)